# Чернігів-Північний
Черні́гів-Північний — проміжна залізнична станція 3-го класу Київської дирекції Південно-Західної залізниці на лінії Чернігів — Горностаївка між станціями Халявин (9 км) та Чернігів (4 км). Розташована у північній частині міста Чернігів.

## Історія
Станція відкрита 1928 року під час будівництва лінії Чернігів — Новобілицька — Гомель.

## Пасажирське сполучення
До російського вторгнення в Україну через станцію щоденно курсували дві пари приміських поїздів сполученням Чернігів — Горностаївка (наразі з 2022 року рух поїздів тимчасово скасований).

## Галерея

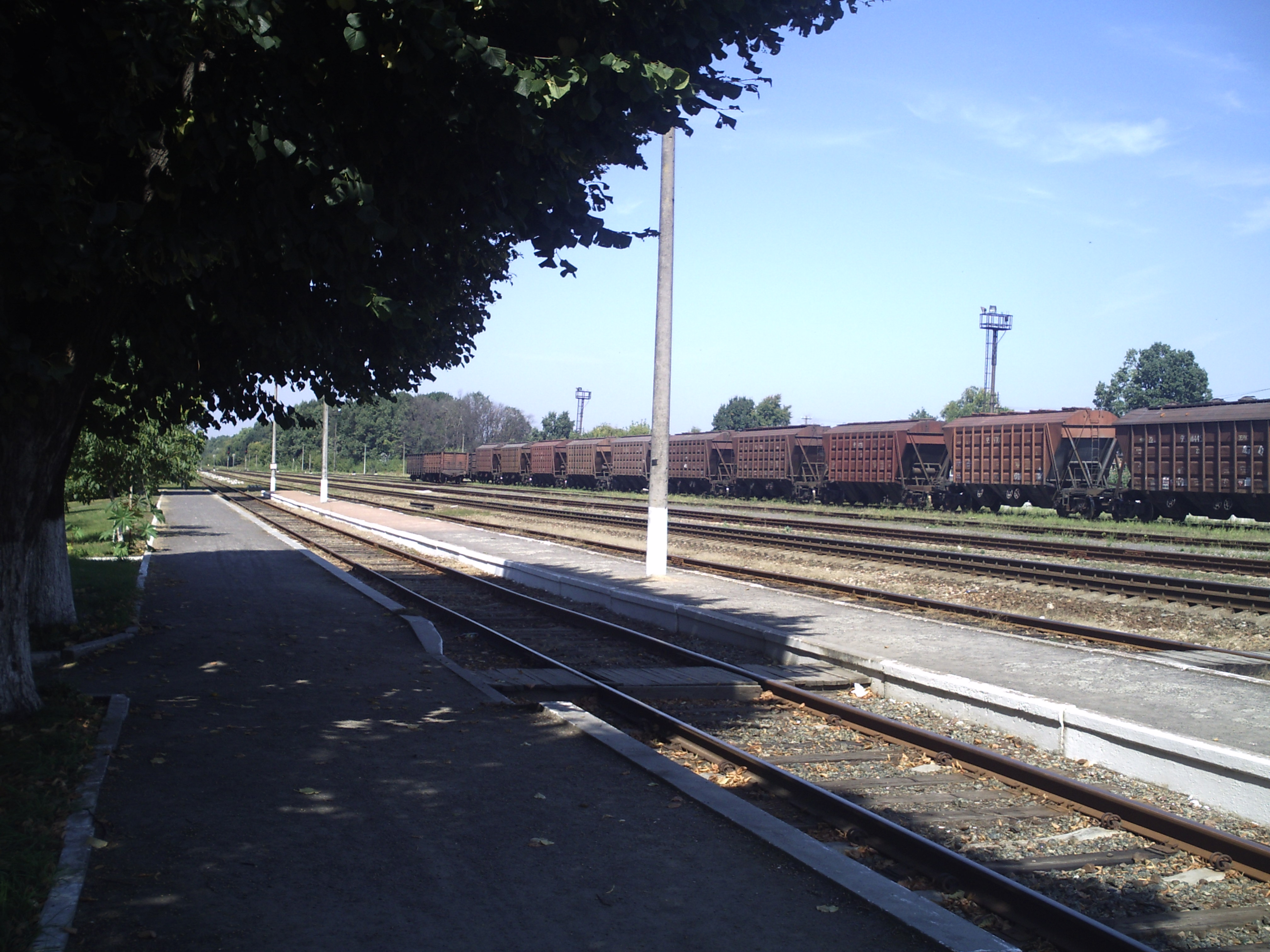
Вигляд з перону
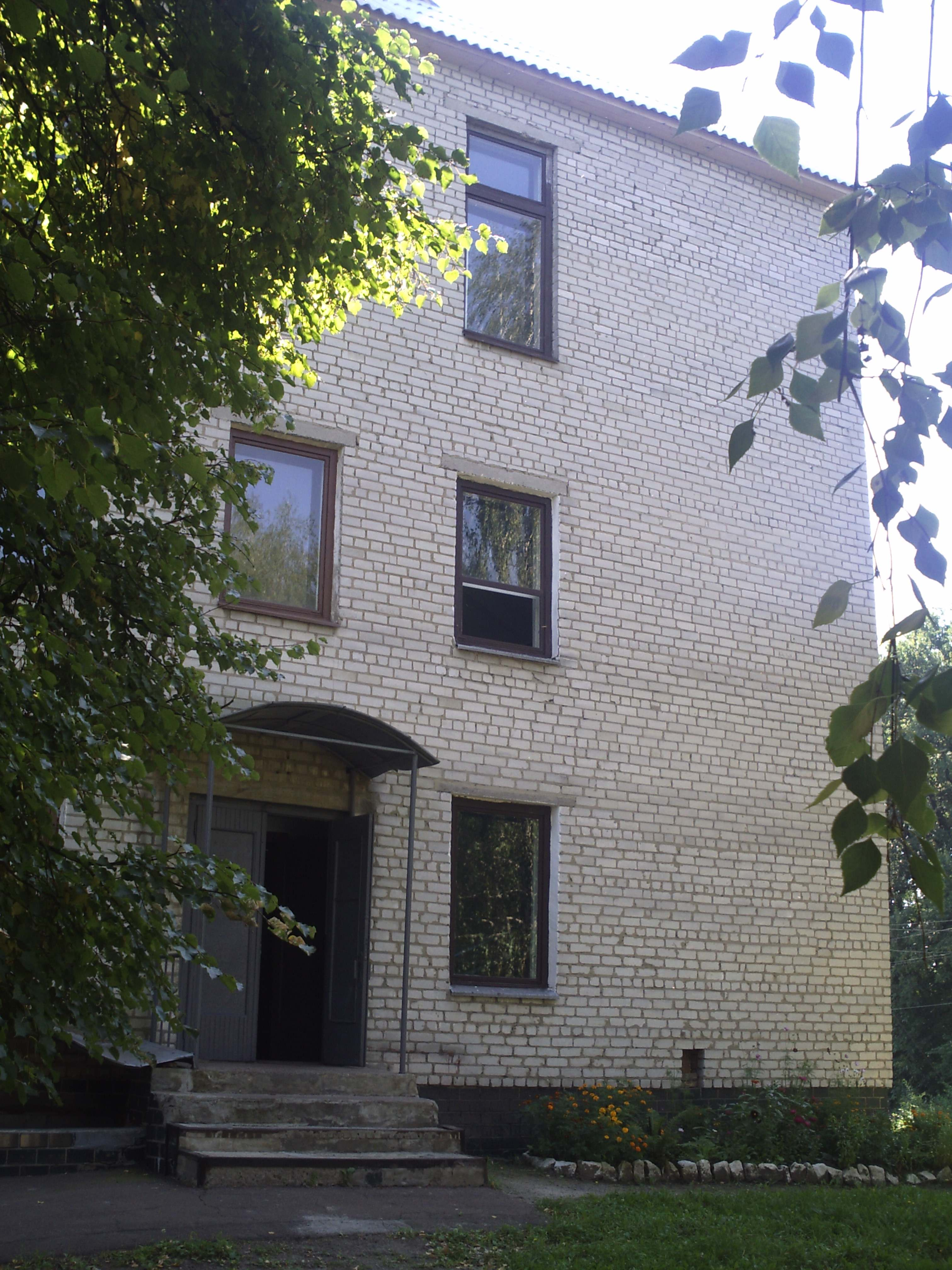
Адміністративна будівля